# مارکوس مارتین (بازیکن فوتبال)
مارکوس مارتین (انگلیسی: Marcos Martín؛ زادهٔ ۱۷ سپتامبر ۱۹۶۸) بازیکن فوتبال اهل اسپانیا است.
از باشگاه‌هایی که در آن بازی کرده‌است می‌توان به باشگاه ورزشی رئال مایورکا و باشگاه فوتبال سویا اشاره کرد.